# Дойниковы
Дойниковы (Дойниковичи) — два древних русских дворянских рода.

## История родов

### Псковский посаднический род
Илларион Дойников посадник (1406), у него упомянуты два сына Иван и Максим. Андрей и Яков Ивановичи посадники (1485—1486).

### Рязанский род
Второй Дойников рязанский вотчинник, с женой Ариной владел вотчиной (до 1592), которая впоследствии перешла их сыновьям: Матвею, Роману и Уразу Дойниковым. В 1590-х годах Григорий Иванович владел поместьем в Рязанском уезде.
Рязанец Артемий Иванович осадный голова в Пронске (1613). Родион Дойников служил в подьячих (1646).